# Chemin de Notre Dame

Le chemin de Notre-Dame (en néerlandais Onze-Lieve-Vrouwweg) est un chemin forestier bruxellois de la commune d'Auderghem et de Tervuren, qui relie Notre-Dame-au-Bois à travers la Forêt de Soignes à la Jachtdreef dans le bois des Capucins.
Seuls quelques mètres sont sur Auderghem.